# Копилів (Польща)
Копилів (пол. Kopyłów, Копилув) — село в Польщі, в історичному Надсянні, у гміні Городло Грубешівського повіту Люблінського воєводства. Населення — 441 особа (2011).

## Історія
1578 року вперше згадується православна церква в селі.
За даними етнографічної експедиції 1869—1870 років під керівництвом Павла Чубинського, у селі проживали греко-католики, які розмовляли українською мовою.
У 1921 році село входило до складу гміни Городло Грубешівського повіту Люблінського воєводства Польської Республіки.
У липні-серпні 1938 року польська влада в рамках великої акції руйнування українських храмів на Холмщині і Підляшші знищила місцеву православну церкву.
1944 року польські шовіністи вбили в селі 8 українців.
У 1975—1998 роках село належало до Замойського воєводства.

## Населення
За даними перепису населення Польщі 1921 року в селі налічувалося 98 будинків та 554 мешканці, з них:
- 258 чоловіків та 296 жінок;
- 436 православних, 103 римо-католики, 15 юдеїв;
- 309 українців, 245 поляків.

Демографічна структура станом на 31 березня 2011 року:
|          | Загалом | Допрацездатний вік | Працездатний вік | Постпрацездатний вік |
| -------- | ------- | ------------------ | ---------------- | -------------------- |
| Чоловіки | 220     | 43                 | 154              | 23                   |
| Жінки    | 221     | 38                 | 116              | 67                   |
| Разом    | 441     | 81                 | 270              | 90                   |